# Andrew Higgins (rugby à XV)
Pour les articles homonymes, voir Higgins.
Pas d'image ? Cliquez ici

a Compétitions nationales et continentales officielles uniquement.

Dernière mise à jour le 17 avril 2020.
Andrew Francis Higgins, né le 13 juillet 1981, est un joueur de rugby anglais qui joue au poste de centre.

## Biographie
Andrew Higgins joue en club avec Bristol Rugby de 2001 à 2003, Bath Rugby de 2003 à 2009 et les Exeter Chiefs depuis 2009.

## Palmarès
- Finaliste du championnat d'Angleterre en 2004
- Vainqueur du challenge européen en 2008
- Finaliste du challenge européen en 2007
- Finaliste de la coupe d'Angleterre en 2005